# Wicina (statek)

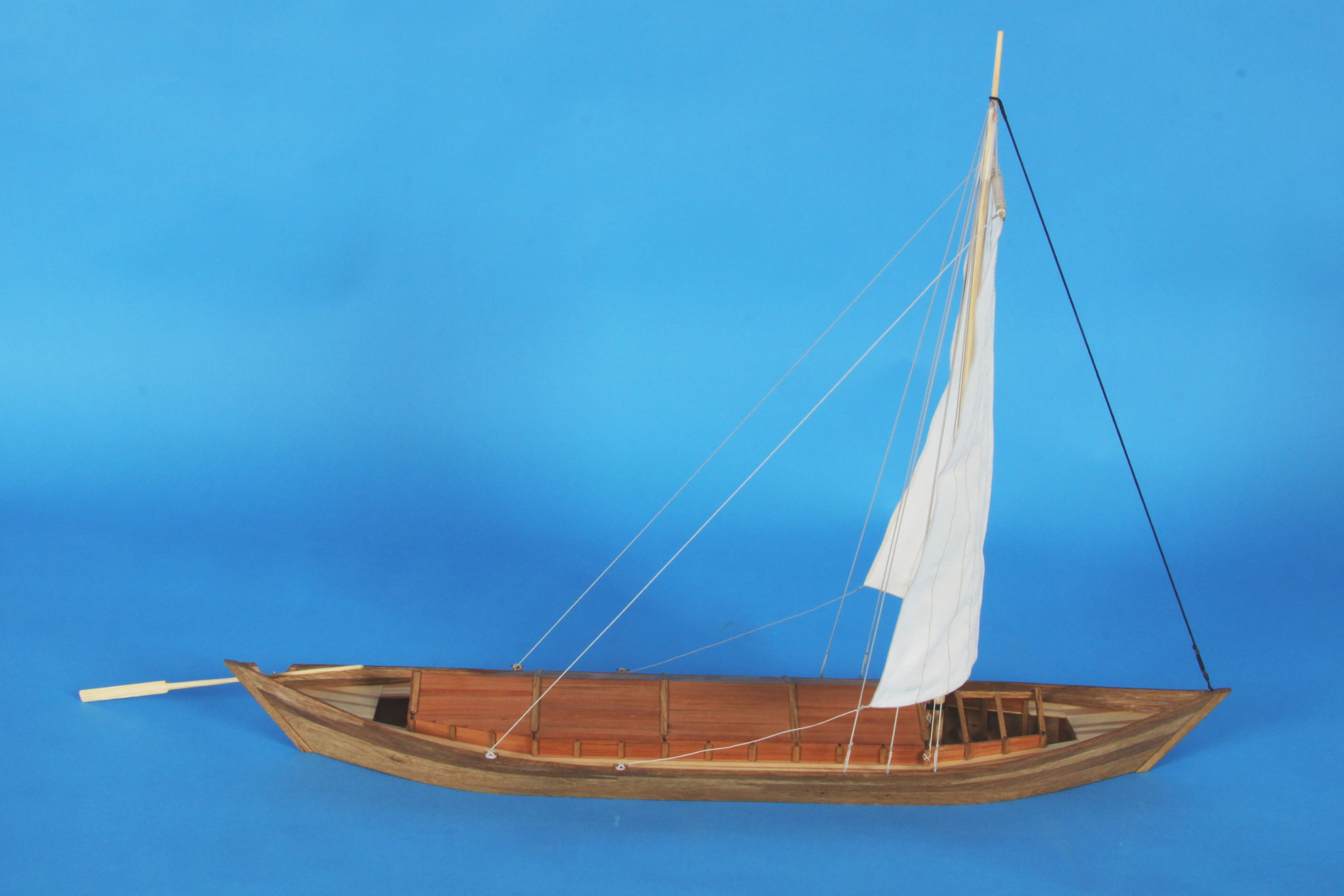
Model wiciny z XVIII wieku ze zbiorow Narodowego Muzeum Morskiego

Wicina – duży statek rzeczny, używany głównie na Niemnie. Używano go do transportu ziarna oraz włókien konopi i lnu z terenów Litwy do Kłajpedy, Królewca i Gdańska. W górę rzeki transportowano sól, śledzie i inne towary.
Wicina mogła mieć długość około 53 metrów, szerokość 5–8 metrów i wysokość kadłuba 1,9 metra. Nośność wiciny mogła wynosić do 250 ton. Kadłub miał wygięte dno, wzniesiony dziób i pochyloną rufę. Poszycie było z klepek ułożonych na styk, uszczelniane mchem.
Wicina miała jeden maszt ustawiony w przedniej części, z żaglem rejowym. Do sterowania służyło długie wiosło sterowe umocowane na rufie.
Najstarsze informacje o wicinach pochodzą z 1390 roku. Wczesne wiciny nie miały pokładu. Wiciny opisane w źródłach z XVIII wieku miały już pokład i zakrywaną ładownię na śródokręciu. Pod pokładem dziobowym mieściły się magazynki statkowe oraz pomieszczenia załogi. Na rufie znajdowały się pomieszczenia szypra.
Według Encyklopedii staropolskiej Zygmunta Glogera żywotność wiciny wynosiła do 10 lat, a w połowie XIX wieku kosztowała ona 1000–1200 rubli.